# Abel Parker Upshur
Abel Parker Upshur (Northampton County, 17 giugno 1790 – Potomac, 28 febbraio 1844) è stato un politico statunitense.